# Narazeni
Narazeni (gruz. i meg. ნარაზენი) – wieś w Gruzji, w regionie Megrelia-Górna Swanetia, w gminie Zugdidi. W 2014 roku liczyła 2345 mieszkańców.

## Historia
Wieś znajdowała się na szlaku tranzytowym w okresie Jedwabnego Szlaku. W okresie sowieckim Narazeni było wsią rolniczą.  Były plantacje herbaty, ogrody owocowe i plantacje mandarynek.

## Geografia
Wieś jest częściowo górzysta.  Przez wieś przepływa rzeka Czanisckali.